# Холокост в Сморгонском районе
Холокост в Сморго́нском районе — систематическое преследование и уничтожение евреев на территории Сморгонского района Гродненской области оккупационными властями нацистской Германии и коллаборационистами в 1941—1944 годах во время Второй мировой войны, в рамках политики «Окончательного решения еврейского вопроса» — составная часть Холокоста в Белоруссии и Катастрофы европейского еврейства.

## Геноцид евреев в районе
Сморгонский район был полностью оккупирован немецкими войсками уже 25 июня 1941 года, и оккупация продлилась более трёх лет — до июля 1944 года. Нацисты включили Сморгонский район в состав территории, административно отнесённой в состав Вилейского гебитскомиссариата генерального округа Белоруссия, а в январе 1942 года северо-западную часть района присоединили к генеральному округу Литва в рейхскомиссариате «Остланд».
Вся полнота власти в районе принадлежала зондерфюреру — немецкому шефу района, который подчинялся руководителю округи — гебитскомиссару. Во всех крупных деревнях района были созданы районные (волостные) управы и полицейские гарнизоны из белорусских, польских и литовских коллаборационистов.
Для осуществления политики геноцида и проведения карательных операций сразу вслед за войсками в район прибыли карательные подразделения войск СС, айнзатцгруппы, зондеркоманды, тайная полевая полиция (ГФП), полиция безопасности и СД, жандармерия и гестапо.
Перед войной подавляющее большинство евреев Сморгонского района проживало в Сморгони, Крево и Солах. По данным переписи в Сморгони насчитывалось 2017 евреев (из 5138 жителей города), в Жодишковском сельсовете — 19, в Войстомском — 29, Донюшовском — 27, Залесском — 12, Кревском — 219, Понизовском — 13, Сольском — 789 человек.
Почти все евреи, которые попытались уйти на восток перед приходом немцев, успели дойти только до посёлка Лебедево в Молодечненском районе, где их обогнали немецкие войска и принудили вернуться обратно. Решивших остаться в Лебедеве смогргонских евреев впоследствии сожгли заживо в лебедевской синагоге вместе с местными евреями.
Одновременно с оккупацией нацисты и их приспешники начали поголовное уничтожение евреев. «Акции» (таким эвфемизмом гитлеровцы называли организованные ими массовые убийства) повторялись множество раз во многих местах. В тех населенных пунктах, где евреев убили не сразу, их содержали в условиях гетто вплоть до полного уничтожения, используя на тяжелых и грязных принудительных работах, от чего многие узники умерли от непосильных нагрузок в условиях постоянного голода и отсутствия медицинской помощи.
За время оккупации практически все евреи Сморгонского района были убиты. Часть евреев из Сморгони, Заскович и других мест убили у деревни Залесье во рву около железной дороги, недалеко от братской могилы русских солдат, погибших в Первую мировую войну. Немногие спасшиеся в большинстве воевали впоследствии в партизанских отрядах.

## Гетто
Оккупационные власти под страхом смерти запретили евреям снимать желтые латы или шестиконечные звезды (опознавательные знаки на верхней одежде), выходить из гетто без специального разрешения, менять место проживания и квартиру внутри гетто, ходить по тротуарам, пользоваться общественным транспортом, находиться на территории парков и общественных мест, посещать школы.
Немцы, реализуя нацистскую программу уничтожения евреев, создали на территории района 4 гетто.
- В двух гетто города Сморгонь (август 1941 — февраль 1943) были замучены и убиты более 3000 евреев.

### Крево
Перед войной евреи составляли половину населения посёлка Крево. После оккупации сразу начались убийства евреев, а вскоре оставшихся евреев переселили в гетто.
Гетто находилось в центре деревни в районе аптеки и замка. Узников использовали на тяжелых принудительных работах, в том числе на ремонте дороги на Милидовщину и Попелевичи (Кревский сельсовет).
22 октября 1941 года несколько сотен полураздетых евреев пешком погнали в гетто Сморгони и впоследствии убили вместе с местными евреями.

### Солы
В посёлке Солы перед войной жили 789 евреев.
После оккупации был создан юденрат во главе с Михаилом Магидом и евреи согнаны в гетто. Оно находилось в центре местечка и занимало территорию вокруг синагоги, огороженную плотным дощатым забором. Вскоре туда пригнали и евреев из Гервят, Михалишек и Жупран.
4 апреля 1943 года всех ещё живых узников вывезли по железной дороге и убили в Понарах.

## Случаи спасения и «Праведники народов мира»
В Сморгонском районе 2 человека были удостоены почетного звания «Праведник народов мира» от израильского мемориального института «Яд Вашем» «в знак глубочайшей признательности за помощь, оказанную еврейскому народу в годы Второй мировой войны». Это Кондратович Антон и Станислава — за спасение семьи Делион в деревне Ленковщина (Кревский сельсовет).
В деревне Спяглица (сейчас — Светиловичи) семья, в которой было 9 своих детей, прятала молодую еврейку с дочкой, но ребёнка немцы убили во время одной из облав. В Добровлянах прятался один еврей, но его обнаружили литовские полицаи и убили. В деревне Оленец немцы заметили двух девочек-евреек, идущих из Заскович, и застрелили их.

## Организаторы и исполнители убийств
Известны имена некоторых организаторов и исполнителей массовых убийств евреев в Сморгони и Сморгонском районе. Это Шильер — комендант гарнизона, Корш Леон — комендант лагеря военнопленных, Мансе — унтер офицер из комендатуры лагеря военнопленных, Гизо — военный комендант Сморгони, Коркае — офицер полиции, комендант в местечке Жодишки, Вольтман — начальник районной полиции, Перковский — начальник районной управы, Шульц — офицер в комендатуре Сморгони, Граве — шеф Вилейской СД.

## Память
Опубликованы неполные списки жертв геноцида евреев в Сморгонском районе.
Памятники убитым евреям района установлены в Сморгони и в деревне Залесье.